# Yezi
Lee Ye-ji (en hangul, 이예지; en hanja, 利礼智; Gangneung, 26 de agosto de 1994), más conocida como Yezi (en hangul, 예지), es una rapera y cantante surcoreana. Lee debutó como integrante del grupo Fiestar en 2012. Yezi fue semifinalista del programa Unpretty Rapstar 2 en 2015, donde ella publicó varios sencillos. El 28 de enero de 2016, hizo su debut en solitario con su maxi single Foresight Dream.

## Primeros años y carrera
Yezi nació en Gangneung, provincia de Gangwon. Ella era estudiante de la escuela de baile Kang Won-rae y aprendió a bailar gracias al dúo Clon. Viajaba cuatro horas a Seúl todos los fines de semana para actuar como bailarina suplente para cantantes como Park Mi-kyung y Hong Kyung-min. Al principio, sus padres estaban en contra de que trabajara en la industria del entretenimiento, pero cambiaron de opinión cuando vieron cuánto avanzaba Yezi, y se mudó a Seúl en su segundo año de secundaria.
Yezi audicionó para LOEN Entertainment después de que uno de los aprendices de la agencia viera sus vídeos publicados en Cyworld. Los vídeos fueron los dos más populares en la red social en ese momento, donde se vio a Yezi cantando y bailando. Yezi se interesó en el rap mientras escuchaba a la rapera Yoon Mi-rae. Después de entrenar en LOEN durante tres años, debutó en el nuevo grupo de chicas Fiestar en agosto de 2012.

## Carrera en solitario
En septiembre de 2015, se anunció que Yezi formaría parte de Unpretty Rapstar 2 de Mnet. El programa es la segunda temporada de la serie de televisión Unpretty Rapstar, una competencia para raperas. Al principio, los espectadores no le gustaban porque seguían pidiéndoles a los demás que repitieran; más tarde se reveló que le dijo al personal de Mnet que su audiencia «no es tan buena». Luego criticó a los productores del programa por su freestyle rap, que fue editado y no transmitido. Yezi se hizo popular entre los espectadores después de haber interpretado la canción «Crazy Dog» en el tercer episodio. Ella fue eliminada en el episodio ocho, pero regresó para la semifinal después de ganar una ronda de re-validación.
Dos de las actuaciones de Yezi fueron lanzadas como sencillos durante el programa: «Solo (Remix)» (con Jay Park y Loco) y «Listen Up» (con Hanhae). Ambas canciones entraron en la lista Gaon Digital Chart, en los números 16 y 27, respectivamente. Lee no era muy conocida como miembro de Fiestar, y tuvo un reconocimiento público mucho mayor después de participar en Unpretty Rapstar. Ella declaró: «Antes del programa, la gente decía "Creo que la vi en alguna parte", pero ahora la gente me reconoce de inmediato, incluso si no estoy usando mi ropa de actuación». Sus fanes apreciaron su estilo de rap «feroz» y su imagen de «chica mala».
Yezi pre-lanzó una nueva versión de «Crazy Dog» el 11 de diciembre de 2015. Fue producida por Rhymer de Brand New Music y donde participa San E, uno de los jueces de Unpretty Rapstar. Su primer maxi single, Foresight Dream, fue lanzado el 28 de enero de 2016. Fue producido por Rhymer y tiene cuatro canciones, incluyendo «Cider», que fue promocionada en varios programas musicales. Otra canción, «Sse Sse Sse», es una colaboración junto con las concursantes Gilme, KittiB y Ahn Soo-min.
El 7 de julio de 2016, Yezi también apareció en la banda sonora de Wanted en una canción titulada «Shadow» junto a Jung Chae-yeon. El 8 de septiembre, lanzó un sencillo llamado «Chase» con la cantante Babylon. La versión de jazz fue lanzada al mediodía del mismo día.
El 24 de mayo de 2017, el tercer sencillo de Yezi, «Anck Su Namum», fue lanzado a las 6p.m. (KST). Esta es la primera vez que es la productora de su álbum después de su debut. También participó en la composición y escritura de letras. Shinsadong Tiger es el coproductor de este álbum.

## Discografía

### Maxisencillo
| Título                                                                                       | Detalles del álbum | Mejores posiciones | Ventas       |
| Título                                                                                       | Detalles del álbum | COR                | Ventas       |
| -------------------------------------------------------------------------------------------- | --- | ------------------ | ------------ |
| Foresight Dream                                                                              | - Lanzamiento: 28 de enero de 2016 - Discográfica: LOEN Entertainment - Formato: CD, descarga digital Ver listaLista de canciones 1. Cider 2. The Lunar World 3. Sse Sse Sse (feat. Gilme, KittiB, Ahn Soo-min) 4. Crazy Dog (feat. San E) 5. Cider (Inst.) | 19                 | - COR: 1 003 |
| «—» indica que el lanzamiento no se posicionó en la lista o no se publicó en ese territorio. | |                    |              |

### Sencillos
| «Such a Woman» (Zia featuring Yezi)                                                          | 2014 | —   | After 11 Days                  |
| «Don't Stop» (concursantes de Unpretty Rapstar 2)                                            | 2015 | 17  | Unpretty Rapstar 2 Compilation |
| «Solo (Remix)» (featuring Jay Park y Loco)                                                   | 2015 | 16  | Unpretty Rapstar 2 Compilation |
| «Listen Up» (featuring Hanhae)                                                               | 2015 | 27  | Unpretty Rapstar 2 Compilation |
| «Crazy Dog» (featuring San E)                                                                | 2015 | 45  | Foresight Dream                |
| «Cider»                                                                                      | 2016 | 50  | Foresight Dream                |
| «Chase» (featuring Babylon)                                                                  | 2016 | 108 | Sin álbum                      |
| «Shadow» (con Jung Chae-yeon)                                                                | 2016 | —   | Wanted OST Part 3              |
| «Anck Su Namum»                                                                              | 2017 | —   | Sin álbum                      |
| «─» indica que el lanzamiento no se posicionó en la lista o no se publicó en ese territorio. |      |     |                                |

## Filmografía

### Programas de variedades
| Año  | Programa               | Notas                                    |
| ---- | ---------------------- | ---------------------------------------- |
| 2020 | King of Mask Singer    | (Ep. #277) - concursó como "Dynamite"    |
| 2017 | I Can See Your Voice 4 | Ep. #9 (miembro del panel de detectives) |